# George Kelly
George Alexander Kelly (Perth, 28 aprile 1905 – Waltham, 6 marzo 1967) è stato uno psicologo statunitense, ideatore della Teoria dei Costrutti Personali, antesignana del Costruttivismo.
Kelly elaborò una tecnica, la "griglia di repertorio”, basata sul principio che è possibile individuare delle relazioni matematiche tra i costrutti di una persona.
Lavorò negli Stati Uniti d'America soprattutto nell'area della psicologia clinica, elaborando la sua teoria dei costrutti personali, centrata sul cambiamento delle persone attraverso la psicoterapia, sebbene ritenesse il termine psicoterapia inadeguato per descrivere l'avventura dell'uomo nelle sue transizioni e trasformazioni.

## Biografia
George A. Kelly nacque il 28 aprile 1905 a Perth, una piccola cittadina del Kansas. Figlio unico del pastore presbiteriano Theodore Vincent Kelly e di Elfleda Merriam Kelly, visse i primi anni della vita in povertà. Nel 1909 il padre decise di cercar fortuna e trasferì la famiglia nel Colorado, ma le condizioni di estrema povertà e profondo disagio lo indussero a porre fine a quest'avventura e a ritornare nel Kansas; era il 1913.
A causa di questo peregrinare, l'educazione del giovane Kelly fu impartita direttamente dai genitori; solo a tredici anni (1918) iniziò a frequentare regolarmente un istituto scolastico frequentato prevalentemente da quaccheri nella città di Wichita.
Sempre a Wichita, a soli 16 anni si iscrisse alla Friend's University Academy nella quale, nel 1926, conseguì il diploma di laurea in matematica e fisica. Abbandonata l'idea di diventare ingegnere, Kelly seguì un master in sociologia dell'educazione all'Università del Kansas.
Nel 1927 si trasferì in Iowa, ove insegnò psicologia e tecniche teatrali allo Sheldon Junior College. Vinse una borsa di studio e trascorse un anno di studio a Edimburgo, in Scozia, dove conseguì un bachelor in pedagogia. Nel 1931 ritornò in patria, e ottenne un dottorato di ricerca in psicologia, con una tesi sui disturbi del linguaggio e della lettura. Il 1931 fu un anno epocale per Kelly in quanto, oltre che al dottorato, riuscì anche a sposarsi con Gladys Thompson. Sempre nello stesso anno incominciò a lavorare al Fort Hays Kansas State College.
È di questo periodo quella che divenne in seguito nota come Clinica viaggiante, che offriva i suoi servizi di psicoterapia ad adulti e bambini nelle aree rurali del Kansas, ed era composta esclusivamente da lui e da quattro suoi studenti. Fu in questo contesto che concepì ed iniziò ad applicare la Psicologia dei costrutti personali, o Personal Construct Psychology (PCP), e la tecnica della Griglia di Repertorio (Repertory Grid, o Repgrid), che lo resero celebre.
Durante la Seconda guerra mondiale svolse il servizio militare come psicologo dell'aeronautica, come selezionatore degli aviatori. Al termine della guerra trascorse un anno presso l'Università del Maryland. Nel 1945 fu nominato direttore del servizio di psicologia clinica dell'Università statale dell'Ohio, dove rimase per vent'anni.
In quel periodo, oltre che all'insegnamento, Kelly realizzò anche il suo lavoro più noto, The Psychology of Personal Constructs, un'opera di 1200 pagine, pubblicata in due volumi presso l'editore Norton di New York; era il 1955. Nel 1963, presso lo stesso editore, venne data alle stampe "A Theory of Personality", la versione tascabile del testo precedente (di cui riportava i primi 3 capitoli).
Nel 1965, su invito di Abraham Maslow, Kelly si trasferì alla Brandeis University di Boston. La morte lo colse prematuramente il 6 marzo 1967, mentre lavorava ad un'edizione critica di alcuni suoi saggi. Questi ultimi lavori vennero pubblicati postumi da Maher (1969).

## La psicologia dei costrutti personali
La posizione filosofica alla base della PCP è detta da Kelly alternativismo costruttivo.
Kelly suppone che l'universo sia veramente esistente e che l'uomo riuscirà a comprenderlo gradatamente nell'evoluzione del tempo.
Supponiamo che tutte le nostre attuali interpretazioni sull'universo siano soggette a revisione o alla sostituzione. Dovremmo sopportare che ci sono sempre alcune costruzioni alternative disponibili per scegliere l'interpretazione del mondo.
Nessuno ha bisogno di relegarsi in un angolo; nessuno deve essere circondato completamente da circostanze e nessuno ha bisogno di essere la vittima della sua biografia.
Chiamiamo questa posizione filosofica l'alternativismo costruttivo.
Prendendo questa posizione tentiamo di chiarire dall'inizio che intendiamo parlare di un mondo reale, e non un mondo composto esclusivamente di ombre transitorie nei pensieri della gente.
Con questo vorrei chiarire la nostra opinione, che include l'esistenza di realtà in quei pensieri, ma va anche precisato che la corrispondenza tra quello che la gente realmente pensa e di quello che realmente esiste sottostà ad un continuo cambiamento.
L'universo che supponiamo esista, ha un'altra caratteristica importante: è integrale. Con questo vogliamo dire che esso funziona come una singola unità in cui sono composti in modo integrale tutte le sue parti immaginabili, esse stanno in rapporto d'interazione l'uno con l'altro. Questo assunto potrebbe sembrare dapprima poco plausibile, poiché potrebbe apparire comunemente che c'è un rapporto più stretto tra il movimento delle mie dita e l'azione dei tasti della macchina per scrivere e diciamo, tra loro e il prezzo del latte dello Yak tibetano nel lontano Tibet. Ma noi crediamo che, a lungo andare, tutti questi eventi siano concatenati, sia il movimento delle mie dita, sia l'azione dei tasti della macchina da scrivere nonché il prezzo del latte dello Yak tibetano. È solo all'interno di una sezione limitata dell'universo, specialmente in quella parte che chiamiamo terra e durante quell'estensione di tempo che riconosciamo come la nostra eternità, due di questi sembrano necessariamente più strettamente relativi l'uno all'altro, ma sia uno che l'altro di loro si differenzia al terzo che è la nostra eternità. Un modo semplice per affermare questo è dichiarare che il tempo fornisce il vincolo ultimo in tutti i rapporti.
Come le altre teorie, la psicologia dei costrutti personali è la derivazione di un assunto filosofico. In questo caso l'assunto è che di qualsiasi natura possa essere, o in qualsiasi modo risulti alla fine la ricerca della verità, gli eventi che oggi affrontiamo sono soggetti a tante costruzioni numerose quanto le nostre facoltà ci permettono di concepire. Ciò non vuol dire che una costruzione sia buona come qualsiasi altra, né equivale a negare che in qualche punto infinito del corso del tempo la visione dell'uomo possa scorgere la realtà fino alle estreme possibilità dell'esistenza. Ma ci fa ricordare che tutte le nostre percezioni attuali sono aperte alla discussione e alla riconsiderazione, e suggerisce ampiamente che persino gli accadimenti più ovvi della vita quotidiana potrebbero rivelarsi totalmente trasformati se fossimo sufficientemente inventivi da costruirli in maniera diversa.”.
Gli operatori dell'azione sociale spesso provengono da formazioni completamente differenti, da premesse culturali e professionali diverse e pertanto spesso hanno una visione della realtà molto personale. Questo fa sì che le proposte d'intervento sullo stesso cliente molte volte risultino completamente discordanti, considerata anche l'immaterialità e la non misurabilità dell'oggetto dell'intervento educativo. La discordanza potrebbe nascere dal fatto che ogni operatore sociale agisce in modo unico e personale in base alla sua “visione del mondo”. L'operatore riceve dall'utente risposte al suo intervento (sia verbali che non verbali) e cerca di leggere la sua realtà per comprenderne meglio il funzionamento mentale, cercando di capire parole ed azioni. A questo punto si potrebbe affermare che ad ogni operatore tocca una parte di verità. Gli operatori potrebbero essere gli agenti che danno la possibilità al cliente di ripensarsi in altro modo.

### Che cos'è un costrutto?
“Un costrutto, come la stessa radice semantica lascia intuire, è l'unità elementare di discriminazione attraverso la quale si attua il processo di costruzione. È una dimensione di senso, "un asse di riferimento, un criterio fondamentale di valutazione" che può essere "esplicitamente formulato o implicitamente agito, verbalmente espresso o totalmente inarticolato, intellettivamente ragionato o vegetativamente sentito ma che, in ogni caso, permette di riconoscere due cose come simili e, allo stesso tempo, differenti da una terza. I costrutti sono le chiavi di lettura che rendono il mondo intelligibile: se non disponessimo di tali criteri di discriminazione, il fluire degli eventi ci apparirebbe indifferenziato e di conseguenza privo di significato”.
Per formare un costrutto sono necessari almeno tre elementi: due elementi devono essere percepiti come simili l'uno all'altro, il terzo come differente dagli altri due. I primi due formano quello che è inteso come polo di somiglianza del costrutto. Il terzo rappresenta il polo di contrasto del costrutto ed è dato dalla differenza nel confronto con agli altri due elementi.
Si può prendere un esempio dalla pratica professionale: il caso in cui un operatore vuole analizzare l'applicabilità di un progetto educativo che ha elaborato. L'analisi potrebbe definire tra molti altri costrutti possibili, il seguente costrutto: gli elementi coerenza e razionalità come polo di somiglianza. Si potrebbe tradurre nel costrutto polo emergente efficace in contrapposizione a irreale o in sostituzione di irreale a improponibile o altri termini, come polo di contrasto. In base a tutto questo l'operatore giudicherà tutti i progetti educativi in generale.
La denominazione degli elementi semantici o termini, che ogni essere umano, usa nel suo cervello per costruire i suoi costrutti, è prevalentemente psicologica e non necessariamente logica o dettata dal vocabolario o da procedure tecniche. Il contrasto tra i termini non è necessariamente legata al vocabolario dei sinonimi o contrari ma deriva dall'esclusivo arbitrio della persona. Kelly afferma che non si può comprendere un costrutto se si ha un solo polo di somiglianza a disposizione.
In un costrutto, i poli emergenti e i poli di contrasto possono essere collegati da molti punti intersecantisi con altri costrutti che definiscono la qualità, la quantità o altri contenuti e sfumature diverse. Per esempio, il costrutto cielo sereno in contrapposizione a cielo coperto, in combinazione con un costrutto qualitativo, conduce ad una denominazione delle forme delle nuvole del tipo: cumulus nembus, altocumulus castellanus o cirro stratus, ecc. Sul cumulus nembus si può in seguito avere il costrutto molto attivo o poco attivo meteorologicamente in contrapposizione a non attivo. Queste denominazioni saranno usate da persone che hanno dimestichezza con i fenomeni meteorologici. La maggior parte delle persone che non conoscono le denominazioni ufficiali delle nuvole, useranno dei nominativi personali e di conseguenza daranno libero sfogo alla loro fantasia. Altri useranno dei costrutti esplicativi sulle forme delle nuvole. Un esempio potrebbe essere il seguente trafiletto: “ …e per finire, le nuvole sono per noi anche un simbolo della caducità, per lo più sereno, liberatorio, salutare. Quando le vediamo viaggiare, lottare, riposare e esultare, le interpretiamo con aria sognante, vedendo in esse lottare, esultare, viaggiare e il giocare degli esseri umani…”.

### L'organizzazione formale della teoria
Dal punto di vista formale, la Psicologia dei Costrutti Personali si articola in un postulato fondamentale ed undici corollari.

#### Postulato fondamentale
"I processi della persona sono psicologicamente canalizzati dal modo in cui essa anticipa gli eventi". Kelly afferma che l'attenzione è focalizzata sulla persona, intesa nel suo insieme come sistema complesso, nonché sulla natura processuale della sua vita psicologica. Attraverso il linguaggio viene evocato il senso di un continuo movimento, di un muoversi verso, guidato e intenzionato dal modo in cui il soggetto anticipa, attraverso il suo sistema di costrutti, gli eventi del mondo. La persona, così concepita, è una forma in continuo movimento. Ciò che fa sì che tale movimento non sia caotico e casuale è il concetto di anticipazione predittiva e del controllo delle ipotesi come spinta al cambiamento del sistema di costruzione personale.
Per l'operatore sociale è importante capire quanto il processo di anticipazione della realtà non funzioni più e si protragga in un continuo impatto invalidante con la realtà sino ad arrivare, in casi estremi, all'annientamento di sé stessi.
“In vista di una comprensione psicologica, ciò comporta la necessità di considerare il comportamento di una persona non come reazione, esito o come conseguenza di fatti stimolo ma come ciò che realizza ed esprime un'intenzione, una proposizione, un progetto. Comporta, da uomini scienziati quali siamo, di interrogarci e di costruire ipotesi sul senso che quel comportamento acquista alla luce di ciò che anticipa e non di ciò che l'ha determinato”.

#### Corollario della costruzione
“Una persona anticipa gli eventi costruendone le repliche”. Armezzani, Grimaldi e Pezzullo, interpretano che il concetto di replica è il riconoscimento di una somiglianza di significati all'interno delle nostre esperienze passate. La replica emerge, quindi, a partire dall'interpretazione psicologica di eventi e dall'intravedere il senso che lega gli eventi tra loro. Riconosciamo il disagio cui andiamo incontro in alcune situazioni, anche se sono diverse tra loro. L'anticipazione, ovvero ciò che riteniamo possibile che possa accaderci, si fonda sul riconoscimento di un motivo comune, pur all'interno della variabilità dei contesti.
Un esempio potrebbe essere una forma di corteggiamento sperimentato con successo dalla persona. In alcuni approcci condotti nello stesso modo, in situazioni differenti, la persona di cui si suppone ha avuto altre risposte ed ha capito che non era lecito o non desiderato continuare nei suoi intenti. L'esperienza gli insegnerà attraverso la replica cosa è possibile e cosa non è possibile fare.

#### Corollario dell'individualità
“Le persone differiscono l'una dall'altra nella loro costruzione degli eventi”. “Nella prospettiva di Kelly, una persona è diversa dall'altra non solo perché ha vissuto esperienze o ha affrontato eventi diversi, ma, soprattutto, perché attribuisce un diverso significato alle stesse esperienze e agli stessi eventi”.
Attraverso questo corollario possiamo intuire la difficoltà del rapporto professionale tra operatori sociali, che cercano e non riescono a concordare sulle strategie d'intervento. L'interpretazione della propria esperienza come fatto di verità preclude l'apertura verso le proposte altrui. Lo stesso può capitare tra operatore sociale e cliente. Comprendere i costrutti di un'altra persona e cosa includono le singole parole come significato sottostante dà la possibilità di capirsi ed aiutarsi.

#### Corollario dell'organizzazione
"Un sistema implica un insieme di elementi nel quale le incompatibilità e le inconsistenze sono minimizzate". Ogni persona sviluppa un sistema di costruzione caratteristico, di sua convenienza, per anticipare gli eventi, un sistema di interconnessioni che comprende relazioni ordinali fra costrutti.
Ipotizziamo una persona che ha nel costrutto come polo di contrasto la convinzione che l'automobile inquina e al polo di somiglianza che il treno e la bicicletta non inquinino. In questo caso esso potrà includere un costrutto che minimizza l'incompatibilità includendo nella gerarchia che l'utilizzo puntuale della macchina risulti accettabile con un inquinamento ragionevole.

#### Corollario della dicotomia
“Il sistema di costrutti di una persona è composto da un numero finito di costrutti dicotomici”. In questo corollario viene esplicitato che è più utile considerare i costrutti come bipolari e dicotomici, in modo che comprendano due poli opposti che si richiamano in una reciproca dotazione di senso.
"La scelta da parte di una persona di un aspetto determina sia ciò che deve essere considerato simile sia ciò che deve essere considerato in contrasto. La stessa caratteristica, o la stessa astrazione, determina entrambi. Se abbiamo scelto un aspetto per il quale A e B sono simili, ma in contrasto con C, è lo stesso aspetto per tutti e tre, A, B e C, che forma la base del costrutto".
Il continuum semantico creato segue un principio di contrasto di tipo psicologico e non logico. Il senso che viene dato alle parole che si contrastano si costruisce sulle esperienze e sui significati attribuiti ad esse. Le opposizioni di cui ci serviamo per discriminare gli eventi e le situazioni, infatti, non sono soltanto quelle comuni e condivise, del tipo "quadrato o rotondo", "pari o dispari", "ruvido o liscio", ma si articolano in polarità personali ed esclusive, come "pentimento" contrapposto a "insofferenza" o "concretezza" contrapposto a "spregiudicatezza", che possono essere comprese solo in riferimento al modo unico di elaborare le esperienze di quella persona specifica. Il continuum creato, inoltre, fa sì che i costrutti possano essere utilizzati con modalità scalare pur continuando a essere bipolari.

#### Corollario della scelta
“una persona sceglie per sé quell'alternativa in un costrutto dicotomizzato per mezzo della quale anticipa la maggiore possibilità di elaborazione del suo sistema. Secondo tale corollario, la persona sceglie per sé quell'alternativa che è più significativa e coerente con il proprio sistema di costrutti e che conserva il maggior potere predittivo. In altre parole, per mantenere il proprio mondo prevedibile, una persona struttura la propria identità come una rete di costrutti nucleari, investiti di significati personali, che la proteggono da possibili invalidazioni e sceglie di muoversi nella direzione che sembra condurre verso una maggiore elaborazione del proprio sistema”.
Una persona potrebbe avere un costrutto che ha come polo somigliante il seguente continuum semantico: pacifico/mansueto e per il polo di contrasto aggressivo. La persona potrà focalizzarsi per tutta la vita su questo costrutto nucleare che connota l'aggressività come negativa e distruttiva della sua integrità psicofisica. La mansuetudine e il suo essere pacifico invece saranno la forma positiva della sua esistenza ed il costrutto applicabile alla maggior parte delle situazioni che affronterà.

#### Corollario del campo
“Un costrutto è idoneo per l'anticipazione solo di un numero finito di eventi”.
“Il corollario del campo deriva direttamente dall'affermazione che i costrutti sono bipolari e di numero finito. Il termine "campo di pertinenza", perciò, si riferisce all'insieme di eventi a cui un costrutto o un sistema di costrutti può riferirsi: indica quell'area d'esperienza e di significati rispetto alla quale l'uso di quel costrutto è pertinente e significativo. Il costrutto verità/falsità, per esempio, ha un campo di pertinenza molto ampio, poiché può riferirsi all'ambito giuridico, morale e scientifico. Vere o false possono essere le affermazioni, le credenze, le teorie, ma anche le persone. Il costrutto buio/luminoso, invece, ha un campo di pertinenza più ristretto, seppure non si riferisca unicamente alle tinte che può assumere il cielo, ma anche all'espressione di un viso o al tono dell'umore. Il costrutto gasolio/benzina, invece, ha un campo di pertinenza limitatissimo, che assume al suo interno solo le tipologie di automobili".

#### Corollario dell'esperienza
“Il corollario dell'esperienza si centra sul confronto dei costrutti della persona con le validazioni e le invalidazioni sottoposti alla verifica della vita”.
Armezzani, Grimaldi e Pezzullo (2003) affermano che nel caso in cui intervenga, nella successione degli eventi, qualcosa di inaspettato che invalidi le ipotesi del soggetto su cosa sarebbe accaduto egli viene a trovarsi nella condizione di non possedere più le coordinate per anticipare gli eventi ed attribuire a essi un significato. Le sue costruzioni vengono invalidate poiché non utili ai fini dell'interpretazione della realtà. A fronte di tale esperienza di "fallimento", la possibilità per la persona è quella di rivedere il proprio sistema di costruzione e di "ricostruirlo".
Allo stesso tempo, esiste anche la possibilità che le ipotesi del soggetto, circa il succedersi degli eventi, vengano confermate dall'esperienza, che tutto accada e venga interpretato come previsto sulla base del proprio sistema di costruzione. Le proprie anticipazioni, in questo caso, vengono validate, ne viene cioè confermata la capacità di attribuire un senso agli eventi che li rende prevedibili e quindi controllabili. Entrambe le vie, quella della validazione e quella dell'invalidazione, fanno sì che il sistema di costrutti evolva progressivamente verso la maggiore predittività possibile.

#### Corollario della modulazione
“Secondo tale corollario è la permeabilità dei costrutti a favorire il cambiamento e, al tempo stesso, a contribuire alla stabilità. Il costrutto permeabile-impermeabile si riferisce al grado in cui un costrutto può assimilare nuovi elementi all'interno del suo campo di pertinenza e generare nuove implicazioni”.
“Buono contrapposto a cattivo, è un costrutto permeabile perché ammette al proprio interno sempre nuovi elementi; più difficile, invece, che si riesca a estendere il campo di pertinenza del costrutto sorridente/sgarbato. La permeabilità dei costrutti è una risorsa importante soprattutto a fronte di situazioni nuove: se disponiamo di costrutti permeabili, possiamo usarli per attribuire un senso a esperienze che ci appaiono non familiari e per questo, a volte, difficilmente comprensibili; se, invece, ci muoviamo sugli assi di costrutti impermeabili, la scelta potrebbe essere quella di evitare situazioni nuove o di doverle costringere entro il nostro rigido sistema di riferimento”.
La formazione continua (qualunque essa sia) è tra altre risorse fornitrice di nuovi costrutti. Essa può indurre l'uomo a sostituire costrutti parzialmente funzionanti con costrutti che funzionano in modo migliore. La formazione può anche modificare dei costrutti meno permeabili in costrutti permeabili perché è in grado di fornire maggiori informazioni su un evento e di allargare la visione della realtà.

#### Corollario della frammentazione
“Una persona può impiegare di volta in volta una varietà di sottosistemi di costruzione che sono deduttivamente incompatibili gli uni con gli altri”.
“Il corollario ribadisce che l'evoluzione del sistema di costrutti è di tipo psicologico e non logico e "il fatto che costruzioni differenti non sembrino coerenti le une con le altre, e non si possa inferirle direttamente l'una dall'altra, non significa che nella persona implicata o in qualche altro osservatore della scena non esista alcuna coerenza".
“L'incompatibilità fra sottosistemi di costruzione si riferisce alla possibilità che, nonostante la struttura dei costrutti sia dicotomica, le dimensioni di significato impiegate da una persona ammettano, nel loro complesso, la contraddizione: un insegnante può essere estremamente severo un giorno, a fronte dell'irrequietezza o dell'impreparazione dei propri alunni, ed essere paziente e comprensivo il giorno dopo, di fronte alla difficoltà incontrata dagli stessi alunni nel capire l'argomento che sta spiegando. Ciò non significa che il suo comportamento è incoerente; entrambe le modalità di relazionarsi ai propri studenti, infatti, fanno parte di una costruzione di Sé sovraordinata come buon insegnante, che prevede la possibilità di essere severo in alcune situazioni e paziente in altre.”.

#### Corollario della comunanza
“Nella misura in cui una persona impiega una costruzione dell'esperienza simile a quella impiegata da un'altra, i suoi processi sono psicologicamente simili a quelli dell'altra persona”.
Persone simili non solo devono formulare le stesse previsioni, ma elaborarle nello stesso modo. Per esempio, due persone che siano entrambe operatori sociali, che abbiano frequentato le stesse scuole da ragazzi fino all'età adulta ed abbiano qualche hobby in comune, potrebbero non avere nulla in comune per quanto che riguarda il modo di interpretare la realtà. Il primo convinto che le regole siano molto importanti nella vita e nell'istituzione. Il secondo invece convinto che le regole costituiscano solo dei vincoli autoritari. Il secondo non si è mai mosso da casa, ma dice di essere indipendente e di non aver paura di nulla. Il primo fatica ovunque, dipende da molti e ha sempre paura di sbagliare. Simile alla seconda persona, un'altra operatrice, figlia di emigranti, intraprendente, che ha girato il mondo, ritiene che le regole non siano importanti nella vita e nell'istituzione.

#### Corollario della socialità
“Nella misura in cui una persona costruisce i processi di costruzione di un'altra, può giocare un ruolo in un processo sociale che coinvolge un'altra persona”.
È il corollario, che sta al centro della teoria, sostiene che l'interazione tra due persone è possibile se vi è una comprensione reciproca. “Afferma che, se due persone sono completamente diverse non significa che non possano comprendere il modo in cui ciascuna costruisce gli eventi. Perché si possa entrare in relazione con un'altra persona non è strettamente necessario che questa sia simile a noi. Occorre invece, assumere il suo punto di vista, "mettersi nei suoi panni", seppur molto diversi dai nostri, guardare il mondo attraverso i suoi "occhiali”.
Questo vuol anche dire assumere una relazione di ruolo. Ciò che ci si aspetta da uno operatore è la capacità di comprendere i problemi e le difficoltà di persone in situazioni di grave disagio e cogliere come interpretino la realtà. Prima di attuare un intervento educativo (es: il colloquio) bisogna sapere cosa proporre e questo è possibile solo capendo come “l'altro” costruisce la sua realtà. Diversamente le nostre proposte potrebbero risultare incomprensibili.

### I costrutti clinici

#### I costrutti professionali
Kelly ha ideato dei costrutti professionali denominati anche costrutti diagnostici generali. Essi si differenziano da quelli "personali", in un rapporto di sovraordinazione: essi li sussumono, interpretandoli. Sono dei meta - costrutti intesi a comprendere i costrutti altrui. Alcuni esempi possono essere la permeabilità o impermeabilità dei costrutti; la loro lassità o strettezza; la costruzione di una "terza via" ortogonale.

#### Classificazione in base alla natura del controllo sugli elementi
“Costrutto prelativo: un costrutto che considera di sua esclusiva appartenenza gli elementi del suo dominio e chiamato relativo. Si tratta di una costruzione di null'altro che: se questa è una palla, non è nient'altro che una palla”.
Il controllo esercitato da un costrutto prelativo esclude in quel momento un'alternativa, considerando solo la dimensione rilevante di questo costrutto. Esempio: consideriamo se una persona ha un atteggiamento amichevole ed escludiamo la ricerca dei suoi pregi e dei suoi difetti.
“Costrutto costellatorio: è un costrutto che stabilisce l'appartenenza dei suoi elementi ad altri domini. Si tratta di un pensiero stereotipato e tipologico”.
Per un operatore sociale Giuseppe è un etilista. Questo può significare in modo stereotipato che si tratta di una persona bisognosa d'aiuto, che ha un comportamento autolesionista e ha notevoli resistenze nel parlare dei suoi problemi.
“Costrutto proposizionale: è un costrutto che non veicola alcuna implicazione riguardo all'appartenenza dei suoi elementi ad altri domini. È un costrutto proposizionale”.
Per un operatore dell'azione sociale Giuseppe, l'etilista, può essere identificato con una serie di comportamenti tipici dell'etilista, ma può essere anche una persona amabile, colta, volonterosa.

#### Classificazione in base al campo di pertinenza dei costrutti
“Costrutto comprensivo: è un costrutto che sussume un'ampia varietà di eventi”.
Il costrutto onesto/disonesto è investito da una valenza del tutto personale che va ad influenzare in modo significativo tutta una serie di giudizi sulle persone. Può essere utilizzato in modo molto generalizzato.
“Costrutto incidentale: è un costrutto che sussume una stretta varietà di eventi”.
In questo caso il costrutto onesto/disonesto ha una valenza più stretta. Sarà meno usato in certe situazioni e di più in altre. Per un operatore dell'azione sociale, per esempio, questo costrutto sarà usato nella vita personale e poco nel suo lavoro con persone che hanno gravi problemi comportamentali poiché assumerebbe valenze moralistiche e di pregiudizio.
“Costrutto superordinato: è un costrutto che ne comprende un altro come uno degli elementi del suo contesto”.
Una persona nel costrutto amore-fedeltà può avere come componente inscindibile il costrutto tradimento/separazione.
“Costrutto subordinato: è un costrutto che è compreso come elemento nel contesto di un altro”.
Per un etilista il costrutto alcolizzato o non alcolizzato potrebbe al polo non alcolizzato avere un costrutto subordinato del tipo: bere controllato o non bere nei giorni lavorativi.
Costrutto regnante: è un costrutto sovraordinato che assegna ognuno dei suoi elementi a una categoria sulla base del criterio "tutto o niente", come nella logica classica".
Una persona con un costrutto regnante che abbia come contenuto “la solidarietà” non ha esitazione ad aiutare chi sia in difficoltà e non danneggerà intenzionalmente. Sono costrutti regolatori della persona che rendono la vita “scorrevole” senza dover ogni volta riflettere su ciò che si presenta.
“Costrutto nucleare: è un costrutto che governa i processi di mantenimento di una persona cioè, quelli per mezzo dei quali la persona mantiene la sua identità ed esistenza”
I costrutti nucleari sono quelli che rendono stabile il senso di sé, l'identità. Si riferiscono agli aspetti fondamentali della persona. Sono stabili e non possono essere messi in discussione da ogni evento. Sono resistenti al cambiamento e si modificano molto lentamente, in modo graduale nel tempo. Questi costrutti si percepiscono nel comportamento che una persona ha verso un'altra persona (e stabiliscono una relazione di ruolo). Non possono essere spiegati poiché si formano in età precoce.
“Costrutto periferico: è un costrutto che può essere cambiato senza una seria modificazione della struttura nucleare”.
Per esempio: una persona può cambiare i costrutti che riguardano il valore che dà al proprio lavoro, senza per questo modificare l'idea del lavoro in generale. In questo senso si tratta di un costrutto nucleare che attribuisce senso e stabilità alla sua individualità ed alla sua esistenza.
“Il livello di consapevolezza cognitiva: varia da alto a basso. Un costrutto di alto livello è un costrutto che è prontamente espresso in simboli socialmente accessibili, che rientra bene nel campo di pertinenza della costruzione maggiore del cliente, e che non è sospeso dai suoi costrutti subordinati”.
Il concetto di livello è molto importante nella comprensione psicologica dei costrutti personali. Il livello di consapevolezza indica che gli stessi principi sono i governanti dell'intero sistema. Il problema da affrontare sono gli infiniti livelli in cui i principi si collocano nella struttura intera.

#### Classificazione in base al processo di costruzione
“Costrutto stretto: è un costrutto che conduce a previsioni invariabili”.
Un costrutto stretto significa esattamente il continuum semantico espresso, è il bianco o il nero, il vero o il falso nell'espressione psicologica della persona.
“Costrutto lasso: è un costrutto che conduce a previsioni variabili”.
È l'espressione libera da vincoli in cui i costrutti possono essere espressi attraverso la fantasia (e connotarsi nella realtà percepita in modo più libero).
“Dilatazione: si verifica quando una persona amplia il suo campo percettivo allo scopo di riorganizzarlo a un livello più comprensivo”.
Il processo attraverso il quale la persona allarga il suo campo di visione valutando informazioni provenienti da diversi campi. Ci si distanzia per avere un'ampia visione delle cose e per poterle connotare alla propria visione della realtà.
“Costrizione: si verifica quando una persona restringe il suo campo percettivo allo scopo di minimizzare le incompatibilità degli eventi”. 
La persona si concentra su pochi elementi quando viene investita da un numero eccessivo di informazioni. Questa selezione è utile per evitare confusione e stress.
“Sospensione: un elemento sospeso è un elemento che viene omesso dal contesto di un costrutto come risultato di una revisione del sistema di costrutti di un cliente”.
La persona sospende del materiale incompatibile col sistema dei costrutti personali. L'elemento è ancora presente ad un basso livello di consapevolezza e può essere riaccettato con una nuova costruzione o revisione di un costrutto superordinato che può tollerarlo. Il materiale sospeso può essere sia negativo che positivo.
Per esempio: un tradimento può essere rimosso dalla persona che lo ha subito ma può riemergere se il costrutto superordinato del perdono viene modificato includendo così questo elemento.
“Sommersione: Il polo sommerso di un costrutto è quel polo che è meno disponibile per l'applicazione agli eventi”.
“La sommersione si riferisce a qualcosa di più di una comprensione implicita del polo assente di una dimensione. Il polo sommerso di un costrutto risiede ad un basso livello di consapevolezza a causa del tipo di implicazione coinvolte nella costruzione. Così, la visione depressa di una persona può rappresentare il polo emergente di un costrutto, mentre la rabbia o addirittura una profonda collera per la sua situazione può rappresentare il polo opposto e sommersa della costruzione. La rabbia come polo di questa dimensione, è sommersa perché le sue implicazioni, come la completa distruzione dell'ambiente che lo circonda, richiedono un comportamento inaccettabile per la persona”.
Costrutto preverbale: “Un costrutto preverbale è un costrutto che continua ad essere usato anche se non ha una parola simbolo conforme. Può essere stato inventato o meno prima che il cliente avesse la padronanza del simbolismo linguistico”.
La persona ha costruito dei comportamenti fondamentali nella sua evoluzione ancora prima della comparsa del linguaggio (e quindi della capacità di simbolizzare). Questi sono costrutti che influenzano il comportamento e si manifestano come automatismi assolutamente incontrollabili dalla volontà.

## Le transizioni
Le transizioni consentono di riconsiderare e riformulare la comprensione del sistema di costruzione di una persona in termini unitari e transitivi, riconoscendo alcune strutture tipiche e alcune possibilità di relazioni tra esse. Le transizioni individuate nella psicologia dei costrutti personali sono: l'ansia, l'ostilità, la colpa, la minaccia, la paura, l'aggressività, l'amore, i cicli dell'esperienza, l'impulsività e la creatività.
Il concetto di transizione è un tentativo di risolvere la storica antinomia tra cognizione ed emozione. Le transizioni sono aspetti dei sistemi di costrutti che ne descrivono lo stato di cambiamento.
“Un costrutto non è né un “pensiero” né una “sensazione”: è un atto di conoscenza. Si tratta della discriminazione che può essere operata sulla base di un pensiero razionale, è parte del modo in cui ci poniamo davanti al mondo come persone complete".

### Ansia
“Ansia: è la consapevolezza che gli eventi che ci troviamo di fronte giacciono per lo più al di fuori del campo di pertinenza del nostro sistema di costrutti”.
Secondo Armezzani, Grimaldi e Pezzullo diventiamo ansiosi quando molte delle esperienze sfuggono alla nostra capacità di costruzione e molte delle loro implicazioni rimangono a noi oscure, imprevedibili, incontrollabili. L'ansia nasce dalla consapevolezza di non disporre degli assi di riferimento su cui collocare gli eventi. Ansiosa, nel senso di Kelly, può divenire una persona che, vissuta per trent'anni in un paese di provincia, si trasferisce a New York per lavoro e qui si trova a non possedere i codici, non solo linguistici, per decifrare il comportamento altrui.
Se prima aveva discriminato le persone lungo le dimensioni della cordialità/indifferenza e dell'umanità/individualismo, sicura che il primo polo corrispondesse a quanto desiderato per sé e il secondo costituisse il "polo negativo", a New York diviene incapace di attribuire significato alle proprie esperienze di relazione. La cordialità contrapposta all'indifferenza e l'umanità contrapposta all'individualismo non sono più polarità adatte a rendere la realtà intelligibile, a meno di non considerare tutti indifferenti e individualisti e chiudersi quindi in una solitudine coatta, fonte di sofferenza. Le dimensioni di senso adottate non si rivelano più capaci di significare l'esperienza vissuta, che rimane così in larga parte sconosciuta e sfugge a ogni previsione e controllo.

### Ostilità
“Ostilità: è lo sforzo continuo di estorcere prove validazionali a favore di un tipo di previsione sociale di cui è già stato riconosciuto il fallimento”. 
Secondo Armezzani, Grimaldi e Pezzullo diventiamo ostili quando vogliamo preservare intatto il nostro sistema di costrutti poiché non abbiamo modi alternativi di costruire l'esperienza. L'ostilità, così intesa, è una forma di autopreservazione: è necessità di mantenere a tutti i costi la validità delle nostre costruzioni nucleari, anche a fronte di ripetute invalidazioni.
Ne siamo quasi obbligati, non possiamo fare altrimenti, ci ostiniamo, perché queste costruzioni sono l'unica via di cui disponiamo per dare senso agli eventi che ci circondano. Se l'abbandonassimo, se permettessimo anche solo al dubbio di insinuarsi, ci troveremmo di fronte al caos, all'incertezza, all'incapacità di prevedere le costruzioni degli altri. Cerchiamo di conseguenza continue conferme alle nostre aspettative, costringendo gli altri nel ruolo che gli abbiamo assegnato.
Le persone che attraversano una transizione di ostilità sono sempre in contrasto con tutti. Così, si può pensare di essere profondamente nel giusto e tentare di adattare le situazioni e le persone ai nostri rigidi assi di riferimento, semplificando dove necessario, ignorando l'evidenza contraria, squadrando il mondo dal nostro unico punto di vista. Smettiamo di essere ostili solo quando elaboriamo punti di vista molteplici e alternativi.

### Colpa
“Colpa: è la consapevolezza della rimozione del Sé dalla struttura nucleare del ruolo”.
Il termine "struttura nucleare" si riferisce a quel sistema di costrutti che riguarda specificamente il Sé. Attraverso i costrutti nucleari valutiamo aspetti cruciali del nostro modo di essere, ciò che riteniamo di vitale importanza e che meglio ci caratterizza. La colpa rispecchia la dissonanza profonda tra la nostra immagine privata e l'immagine riflessa nel nostro agire, pensare, vivere. Tale transizione non è da intendersi in senso moralistico, lo stesso comportamento che ci fa sentire in colpa può essere socialmente e culturalmente accettato e condiviso e noi stessi potremmo comprenderlo se messo in atto da altri. La colpa è l'esperienza, destabilizzante, di aver perso conoscenza di sé, di non comprendere e prevedere la nostra stessa modalità di elaborare gli eventi e di interagire con essi.
Un atto violento, agito da una persona mite, può causare una sofferenza per il mancato rispetto di un principio di fondamentale importanza unito alla consapevolezza di non essere perfettamente padrone del proprio agire.

### Minaccia
“Minaccia: è la consapevolezza di un imminente e ampio cambiamento nelle strutture nucleari”.
La minaccia è la percezione di un cambiamento profondo e pervasivo. La dimissione, per un cliente con una lunga permanenza, dall'istituzione può rappresentare un evento drammatico. Questo utente può aver sempre pensato all'istituzione come ad una grande famiglia su cui poter contare e la paura della solitudine, la perdita di buona parte degli affetti, la necessità di “doversela cavare da solo”, possono divenire una minaccia destabilizzante per i suoi costrutti nucleari. Anche la malattia grave rappresenta per tutti una minaccia: esprime tutta la portata di un cambiamento di fronte al quale ci sentiamo impotenti.

### Paura
"Paura": è la consapevolezza di un imminente e circoscritto cambiamento nelle strutture nucleari".
Secondo Armezzani, Grimaldi e Pezzullo, proviamo paura quando il cambiamento non riguarda le nostre convinzioni superordinate, centrali e profonde, ma quando riguardano un aspetto periferico del nostro mondo che diventa per noi incomprensibile e incontrollabile. A differenza della minaccia non ci sentiamo sopraffatti (quasi inghiottiti dal caos che sopraggiunge nella nostra vita), sperimentiamo solo la tensione di un cambiamento imminente e quindi di qualcosa di sconosciuto che si affaccia al nostro orizzonte.

### Aggressività
“Aggressività: è l'elaborazione attiva del campo percettivo”.
Secondo Armezzani, Grimaldi e Pezzullo le persone sono aggressive quando cercano di verificare attivamente la validità delle loro convinzioni, attraverso un processo di estensione e di elaborazione del campo di esperienza. L'aggressività è un modo di prendere gli eventi "di petto", di passare al vaglio le esperienze, pronti se necessario a modificare le proprie costruzioni. In questo senso, è il contrario dell'ostilità. È una continua sperimentazione che può suscitare difesa e irrigidimento da parte degli altri (perché, a volte, si traduce in irruenza, arroganza, sicurezza eccessiva), ma è anche sinonimo di flessibilità, di apertura, di disposizione ad accogliere le costruzioni degli altri e a mettere in discussione le proprie.

## Cicli dell'azione
“Ciclo C-P-C: Il ciclo C-P-C è una sequenza di costruzione che comprende in successione la circospezione, la prelazione e il controllo, e che conduce ad una scelta che fa precipitare la persona dentro una situazione particolare”.
Secondo Epting la vita si presenta come una scelta tra i poli di un costrutto. In questo modo la persona, operando delle scelte e mettendole in atto, esercita il controllo personale del suo sistema. La scelta è finalizzata alla migliore elaborazione del sistema di costrutti personali. Questo ciclo permette di analizzare l'azione umana prestando attenzione all'importanza assunte dalle diverse fasi.

### Impulsività
“Impulsività: la caratteristica tipica dell'impulsività è che il periodo di circospezione che normalmente precede le decisioni viene indebitamente abbreviato”.
In questo caso la persona tenta all'improvviso di trovare una soluzione ad un problema. La probabilità che ciò avvenga presuppone che la persona sia ansiosa, provi colpa oppure si senta minacciata. La comprensione di questo ciclo fornisce forse una direzione ed una efficace soluzione al problema dell'impulsività.
Per esempio: il bere compulsivo di un etilista quando si trova in una situazione che percepisce come insopportabile e per la quale i suoi costrutti non sanno dare una soluzione.

### Creatività
“Creatività: Il ciclo della creatività è un ciclo che parte da una costruzione allentata e termina con una costruzione ristretta e validata”.
Il processo della creatività consiste in un allentamento ed in un restringimento che fa emergere nuovi significati. Il ciclo della creatività realizza nuove dimensioni di significato che permettono al sistema di elaborare nuovo materiale.
“Le approssimazioni delle nuove concezioni vengono quindi progressivamente inserite in una struttura stretta, che permetterà la formulazione di ipotesi verificabili, rendendo così possibile l'eventuale validazione”.
La gestione delle ricadute da sostanze è molto importante. Una persona completamente demoralizzata può essere aiutata con tecniche specifiche che l'aiutino ad affrontare i problemi della vita quotidiana. I suggerimenti, le possibili soluzioni che gli operatori propongono devono essere sempre compatibili con le risorse che la persona possiede in quel momento che provengono da una attenta valutazione della realtà che il cliente percepisce e costruisce. In questo modo il cliente ha la possibilità di arrivare a nuovi costrutti.